# Tadeusz Pęczalski
Tadeusz Filip Pęczalski (ur. 9 lutego 1891 w Kamieńsku, zm. 1 lutego 1947 w Paryżu) – polski fizyk, związany z Uniwersytetem w Poznaniu i Uniwersytetem Warszawskim.

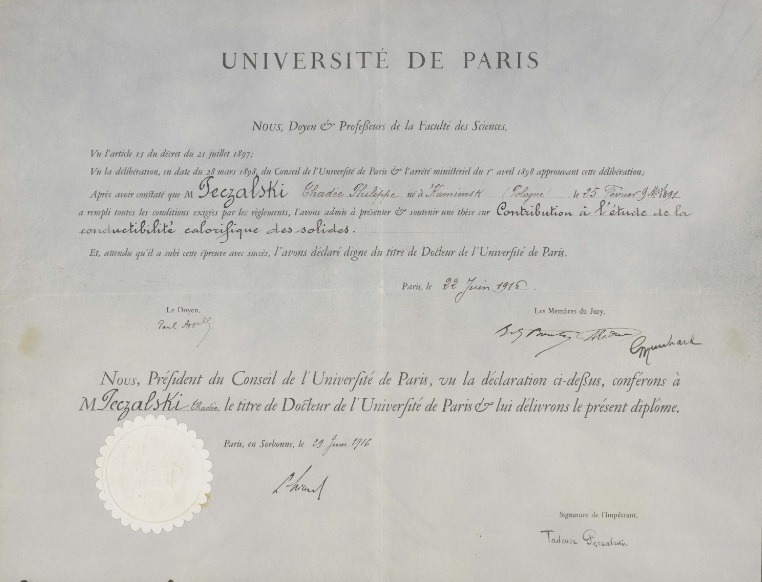
Dyplom doktorski Uniwersytetu Paryskiego dla Tadeusza Filipa Pęczalskiego (1916)

## Życiorys
Studiował matematykę i fizykę na Uniwersytecie Paryskim. Tam uzyskał stopień doktora filozofii (1916) na podstawie pracy o przewodnictwie cieplnym ciał stałych. Następnie wyjechał do Stanów Zjednoczonych, gdzie pracował w biurze miar i wag oraz w Sztabie Polskiej Komisji Wojskowej. W 1919 r. wrócił do Polski, a w kolejnym roku objął stanowisko profesora nadzwyczajnego Zakładu Fizyki Teoretycznej Uniwersytetu w Poznaniu. W latach 1921–1922 wykładał fizykę teoretyczną na Uniwersytecie Warszawskim, a w latach 1926-1931 - fizykę doświadczalną na Uniwersytecie Poznańskim. Był prezesem poznańskiego oddziału Polskiego Towarzystwa Fizycznego. W 1930 r. pełnił funkcję przewodniczącego komitetu organizacyjnego V Zjazdu Fizyków Polskich. Działał w Stowarzyszeniu Radiotechników Polskich. W 1945 r. wyjechał do Paryża, gdzie pozostał do śmierci.